# Iowa
Iowa este unul din statele zonei cunoscută sub numele de Midwest a Statelor Unite ale Americii, primit în Uniune ca cel de-al douăzeci și nouălea stat al său la 28 decembrie 1846.

## Geografie
- Vedeți, de asemenea, Listă a tuturor township din Iowa și Listă a râurilor din Iowa.

Iowa este mărginită de Minnesota la nord, Nebraska și Dakota de Sud la vest, Missouri la sud și Wisconsin și Illinois la est. 

## Demografie

### 2010
Populația totală a statului în 2010: 3,046,355
Structura rasială în conformitate cu recensământul din 2010:
- 91.3% Albi (2,781,561)
- 2.9% Negri (89,148)
- 0.4% Americani Nativi (11,084)
- 1.7% Asiatici (53,094)
- 0.1% Hawaieni Nativi sau locuitori ai Insulelor Pacificului (2,003)
- 1.8% Două sau mai multe rase (53,333)
- 1.8% Altă rasă (56,132)
- 5.0% Hispanici sau latino-americani (de orice rasă) (151,544)

### Religia
- Creștinism :79%
  - Protestanți: 67%
  - Catolici: 9%
  - Mormoni: 1%
  - Ortodocși creștini: <1%
  - Martorii lui Iehova: 2%
  - Alte tipuri de creștinism:
- Evrei:1%
- Musulmani: <1%
- Budiști: <1%
- Hinduși: <1%
- Alte religii: 2%
- Fără religie :18%
- Nu știu: 1%